# The Best of Parliament: Give Up the Funk
 (mai 2021).
Si vous disposez d'ouvrages ou d'articles de référence ou si vous connaissez des sites web de qualité traitant du thème abordé ici, merci de compléter l'article en donnant les références utiles à sa vérifiabilité et en les liant à la section « Notes et références ».
Pour les articles homonymes, voir Best of.
The Best of Parliament: Give Up the Funk est une compilation de Parliament sorti chez Casablanca Records en 1995. 

## Liste des titres
1. Flash Light : 5:49
2. Bop Gun (Endangered Species) : 8:35
3. P. Funk (Wants to Get Funked Up) : 7:41
4. Mothership Connection (Star Child) : 6:16
5. Do That Stuff : 4:51
6. Theme From the Black Hole : 4:40
7. Ride On : 3:37
8. Give Up the Funk (Tear the Roof Off the Sucker) : 5:47
9. Up for the Down Stroke : 5:11
10. Agony of Defeet : 4:28
11. Aqua Boogie (A Psychoalphadiscobetabioaquadoloop) : 6:42
12. Dr. Funkenstein : 5:47
13. Chocolate City : 5:39
14. Let's Play House : 3:37